# Ernesto Tonela
Ernesto Max Elias Tonela (ur. 14 października 1968 w Beirze) – mozambicki ekonomista i polityk, od 2022 roku minister gospodarki i finansów. W latach 2015–2017 minister przemysłu i handlu, a w latach 2017–2022 minister zasobów mineralnych i energii.

## Życiorys
W 1994 roku ukończył studia w zakresie zarządzania przedsiębiorstwem na Wydziale Ekonomii Uniwersytetu Eduarda Mondlanego. W 2002 roku ukończył studia podyplomowe dotyczące finansów i zarządzania przedsiębiorstwem w Centrum Studiów Finansowych, Ekonomicznych i Bankowych w Marsylii. W 2003 roku uzyskał tytuł magistra zarządzania finansami w Instytucie Administracji Biznesu Université Panthéon-Sorbonne. Uczestniczył w szkoleniach i kursach dotyczących zarządzania przedsiębiorstwami organizowanych w Stanach Zjednoczonych. Został wykładowcą w Katedrze Ekonomii Uniwersytetu Eduarda Mondlanego.

### Kariera zawodowa
Od 1990 do 1992 roku pracował jako łącznik Fundacji Ford między biurem regionalnym w Harare, a Mozambikiem. W latach 1991–1992 pracował jako młodszy ekonomista w Departamencie Studiów Ekonomicznych i Statystycznych w Banku Mozambiku. W latach 1993–1997 był ekonomistą w wydziale planowania i kontroli państwowej spółki Electricidade de Moçambique. W 1996 roku odbył staż w holdingu Sydkraft AB w Szwecji. Od 1997 do 2007 roku był  dyrektorem ds. ekonomii i finansów w Electricidade de Moçambique. W 1999 roku został przewodniczącym rady nadzorczej Mozambican Transmission Company. Od 2007 do 2008 roku był dyrektorem niewykonawczym w Sociedade de Desenvolvimento do Corredor de Maputo, następnie do 2015 roku był dyrektorem wykonawczym Hidroeléctrica de Cahora Bassa.

### Działalność polityczna
19 stycznia 2015 roku prezydent Filipe Nyusi mianował go ministrem przemysłu i handlu w swoim pierwszym rządzie. 14 grudnia 2017 roku pozostając w rządzie objął nowy resort zostając ministrem zasobów mineralnych i energii. Po wyborach powszechnych w 2020 roku pozostał na swoim stanowisku wchodząc w skład drugiego rządu Nyusiego. 2 marca 2022 roku został odwołany ze stanowiska, dzień później został mianowany ministrem gospodarki i finansów.

## Życie prywatne
Jest żonaty. Deklaruje znajomość języka angielskiego i portugalskiego.